# Habilitacija
Habilitacija (latinski: habilis - sposoban, pogodan) najviši je postdoktorski akademski ispit, s kojim se dokazaju sposobnosti za poziv sveučilišnog docenta (facultas docendi), i u brojnim europskim zemljama je uvjet za poziv sveučilišnog profesora.
Habilitacija je zapravo postupak stjecanja kvalifikacije za izvođenje nastave iz određenog predmeta na sveučilištu, uveden na europskim sveučilištima od sredine 19. stoljeća. Uvjet za habilitaciju je stečeni doktorski naslov i određena praktična predavačka ili istraživačka iskustva iz navedeneg predmeta, uz koju se često zahtijeva i pisanje i javna obrana određenog rada (habilitacijske teze (disertacije) u njemačkim zemljama - Habilitationsschrift), čime se stiče Venia legendi (pravo da se podučava).
Pravo na podučavanje može se steći i bez habilitacije samo ako visoko sveučilišno tijelo ili odgovarajuće ministarstvo procjeni da kandidat ima relevantne kvalifikacije, ali se ono rijetko provodi u praksi u onim zemljama gdje je to uvjet.

## Habilitacija u svijetu
Habilitacija postoji u Francuskoj (Habilitation à diriger des recherches), Švicarskoj, Njemačkoj (Privatdozent i / ili Dr. habil.), Austriji (nekad Univ.-Doz., danas Priv.-Doz.), Danskoj, Bugarskoj, Poljskoj (dr hab.),Portugalu (Agregação), Švedskoj i Finskoj (Docent ili Doc.) Češkoj i Slovačkoj (Docent), Mađarskoj (Dr. habil.), u svim zemljama bivšeg Sovjetskog Saveza; Armenija, Azerbajdžan, Bjelorusija, Latvija, Litva (Habil. dr.), Moldovi, Kirgistanu, Kazahstanu, Rusiji, Uzbekistanu, Ukrajini i drugim (Doktor nauk). Sličan proces potrebno je proći na javnim sveučilištima u brazilskoj državi São Paulo (Livre-docência), ali više ne postoji u ostalim državama Brazila. U Španjolskoj se taj proces zove acreditación i uvjet je za neka mjesta na državnim sveučilištima. Nešto slično postojalo je i u Italiji, - Libera docenza, no to je od do 1970. ukinuto.

### Habilitacija u Hrvatskoj
U Hrvatskoj habilitacija službeno ne postoji, ali se internim pravilima rektorata - traže slični uvjeti za docenta.
1. da je u suradničkom ili nastavnom zvanju, uključujući i status znanstvenog novaka, računajući razdoblje od pet godina prije datuma pokretanja izbora sudjelovao u izvođenju nastave na nekom visokom učilištu od barem devedeset (90) norma sati;
2. da je pomogao studentima preddiplomskih/diplomskih studija pri izradi završnih/diplomskih radova i pri tome da je objavio barem jedan rad u koautorstvu sa studentom;
3. da se u svom znanstvenom području, struci ili nastavi usavršavao u međunarodno prepoznatim institucijama u zemlji ili inozemstvu u trajanju od najmanje tri mjeseca;
4. da je kao autor ili koautor prezentirao najmanje tri rada na znanstvenim skupovima, od kojih jedan na međunarodnom znanstvenom skupu.[5]

Uslijed nemogućnosti habilitiranja u Hrvatskoj, neki su malobrojni hrvatski znanstvenici habilitirali u inozemstvu. Tako je primjerice iz filoloških znanost Predrag Matvejević habilitirao u Francuskoj iz područja književnosti, a Snježana Kordić u Njemačkoj iz područja jezikoslovlja.

### Habilitacija u Sloveniji
Od kraja 1990-ih u Sloveniji je ponovno uvedena habilitacija, kao uvjet za sveučilišnog nastavnika.

### Habilitacija u Bosni i Hercegovini
U Bosni i Hercegovini provodi se slična praksa kao u Hrvatskoj, dakle od kandidata za docenta traži se; znanstveni stupanj doktora u danom području, najmanje tri znanstvena rada objavljena u priznatim publikacijama, pokazane nastavničke sposobnosti